# ACDSee
ACDSee – program komputerowy dla platformy Microsoft Windows, służący do przeglądania i podstawowej edycji plików wielu formatów. Producentem przeglądarki jest ACDSystem, Inc.
Oprócz standardowych funkcji, takich jak przeglądanie folderów z widokiem miniatur, konwersja między różnymi formatami graficznymi, ACDSee pozwala na prezentacje slajdów, nagrywanie płyt CD/DVD, tworzenie galerii HTML, edytowanie metadanych (np. EXIF). Ponadto w programie występują narzędzia umożliwiające skalowanie, obracanie, operacje na kolorach, odszumianie, usuwanie efektu czerwonych oczu, efekty artystyczne oraz PhotoRepair (gdzie metodą klonowania pędzlem można poprawiać zdjęcia, np. fotomodelek).
ACDSee początkowo był prostą przeglądarką z niewielką liczbą dodatkowych funkcji. Obecnie jest to narzędzie, które oprócz przeglądania obrazów ma dodatkowe funkcje, które można rozbudować stosując wtyczki (ang. plug-in).
Starsze wersje ACDSee nie miały obsługi unikodu, przez co np. azjatyckie znaki w nazwach plików mogły być niepoprawnie wyświetlane. W nowszych wersjach: ACDSee Photo Manager 2009 (ACDSee 11.0) i ACDSee Pro 2.5 znaki te wyświetlane są poprawnie.